# La creación (Haydn)

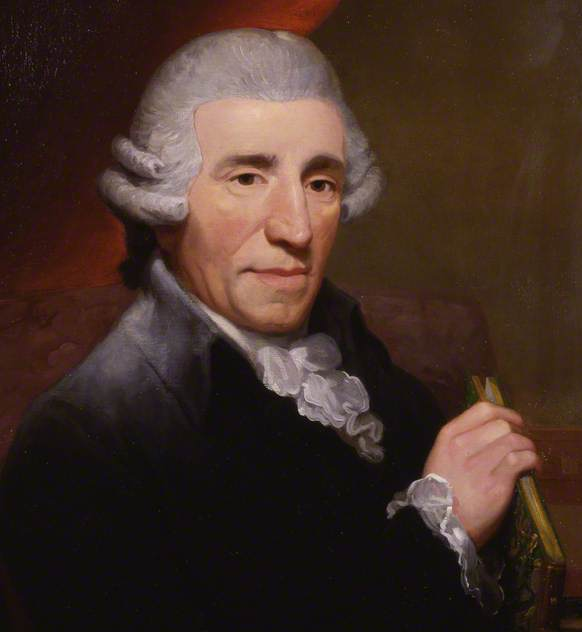
F. J. Haydn

La Creación (Die Schöpfung) es un oratorio compuesto por Joseph Haydn entre 1796 y 1798 (Hob. XXI:2), que ilustra la creación del mundo tal como se narra en el Génesis. Además, el compositor se inspiró en el libro de los Salmos, y en el El paraíso perdido de John Milton. El barón Gottfried Van Swieten fue el encargado de preparar el texto.
Haydn concibió la idea de escribir un gran oratorio en su primer viaje a Inglaterra en 1791. Después de escuchar varias obras de Haendel, entre ellas El Mesías, manifestó: «Quiero escribir una obra que proporcione fama universal y eterna a mi nombre»[cita requerida].
El estreno de la obra en el Burgtheater de Viena fue multitudinario y tuvo que intervenir la policía ante la avalancha de gente que quería entrar por la fuerza en el teatro, lo que nos demuestra la enorme expectativa que suscitó entre los vieneses. Muchos compositores la alabaron, como Beethoven, Schubert, Salieri, Mendelssohn, Liszt o Bramhs. Es una composición que ha mantenido a lo largo de la historia la categoría de "obra maestra mítica". 

## Descripción

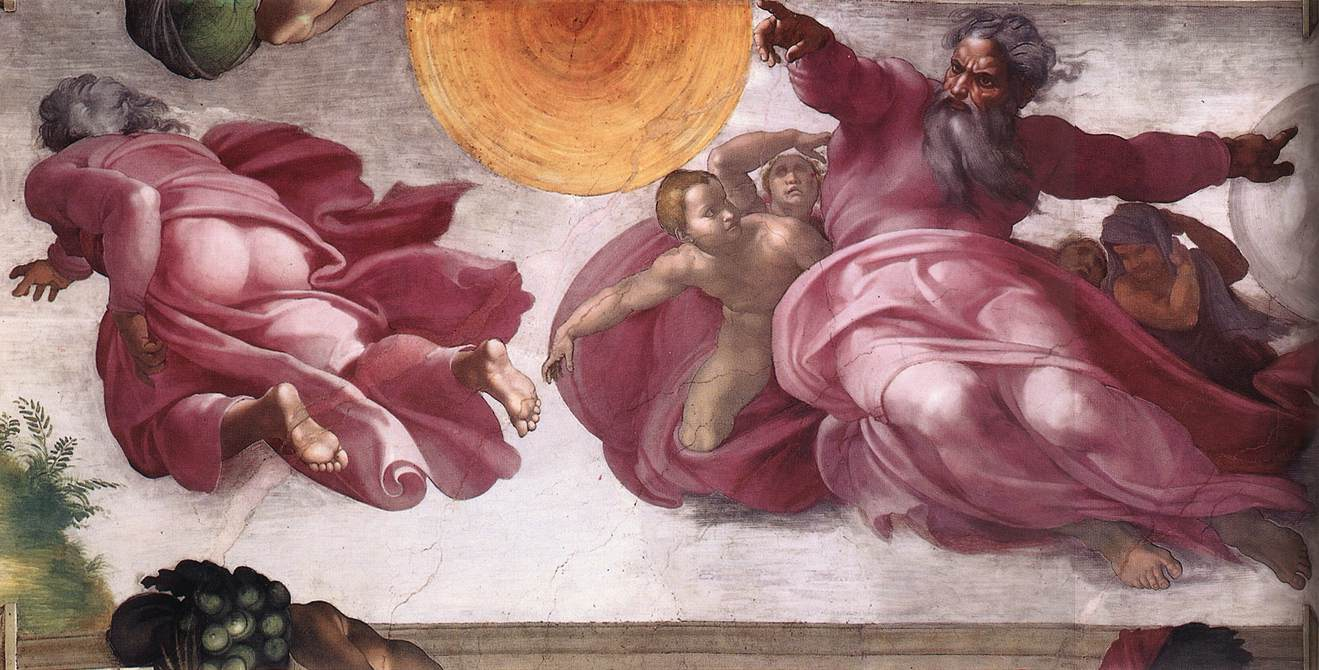
Miguel Ángel, La Creación del sol y la luna.

Su estreno tuvo lugar en Viena los días 19 y 30 de abril de 1798 bajo los auspicios de la Sociedad de los Asociados, una agrupación musical fundada por Van Swieten y a la que pertenecía la élite de la nobleza austro-húngara. Como no podía ser de otra manera, representó un éxito total mayor aún que los obtenidos en Inglaterra.
Un año después se estrenó en París, Londres, Berlín y Praga, siempre con igual éxito. Desde entonces, Haydn, mientras la edad y su estado de salud se lo permitieron, dirigió una representación anual de la obra en Viena, generalmente con fines benéficos. 
Según la forma clásica del oratorio, La Creación está dividida en tres partes y se compone de coros, recitativos "secco" y "accompagnati", arias y conjuntos vocales. En la primera y segunda parte los solistas son Gabriel, Uriel y Rafael (respectivamente soprano, tenor y bajo); en la tercera parte, son Uriel, Adán y Eva (tenor, bajo o barítono y soprano).
Todo es nuevo y original en este oratorio, y aunque algunos de los coros están inspirados en la manera de hacer de Haendel, en general presentan una fisonomía nueva, un lenguaje armónico moderno y se apoyan en un soporte sinfónico de gran colorido, además están imbuidos de una fuerza arrebatadora y sus amplias formas polifónicas combinan extraordinariamente con las voces solistas. Las arias son de una gran variedad y belleza, la orquesta se anticipa a la narración del texto llevada a cabo por los solistas vocales, especialmente en los recitativos acompañados que ofrecen un sinfín de efectos especiales que sitúan a Haydn en la cúspide entre los grandes orquestadores. Este nuevo método estructural de anticipación de la acción a través de la orquesta es único de Haydn, es una idea genial que demuestra una vez más la preocupación del compositor por hacer partícipe al público de la experiencia sensorial y permitirle entrar de lleno en la trama de este tema sagrado a través de la visualización de potentes imágenes descriptivas. Este planteamiento dramatúrgico ya está presente en algunas de sus óperas de madurez como La Fedeltà Premiata, Orlando Paladino y sobre todo Armida y Orfeo.
"La Creación" está llena de momentos antológicos, como la propia introducción orquestal,  considerada como la pieza sinfónica más extraordinaria de la historia de la música, la primera aria de Rafael de gran dramatismo, la primera aria de Gabriel de belleza sublime,  la grandiosa salida del Sol,  la primera aparición de la Luna, misteriosa y romántica,  el último coro de la 1° Parte de fuerza descomunal,  el arioso de la bendición de los animales de instrumentación insólita, (dos violas, dos violonchelos y un contrabajo) y gran hondura emocional,  la magnífica segunda aria de Uriel que ensalza las virtudes del hombre y de la mujer,  el recitativo acompañado que describe a todos los tipos de animales, de imaginación desbordante,  el imponente Alleluia que concluye la segunda Parte, la etérea introducción de la tercera Parte, el famoso dúo de Adán y Eva o la colosal fuga final del oratorio. 

## Instrumentación
3 flautas, 2 oboes, 2 clarinetes, 2 fagotes, 1 contrafagot; 2 trompas, 2 trompetas, 3 trombones; timbales; cuerdas: violines primeros y segundos, violas, violonchelos y contrabajos; clave, 3 solistas vocales (soprano, tenor y bajo) y coro.

## Contexto histórico y musical

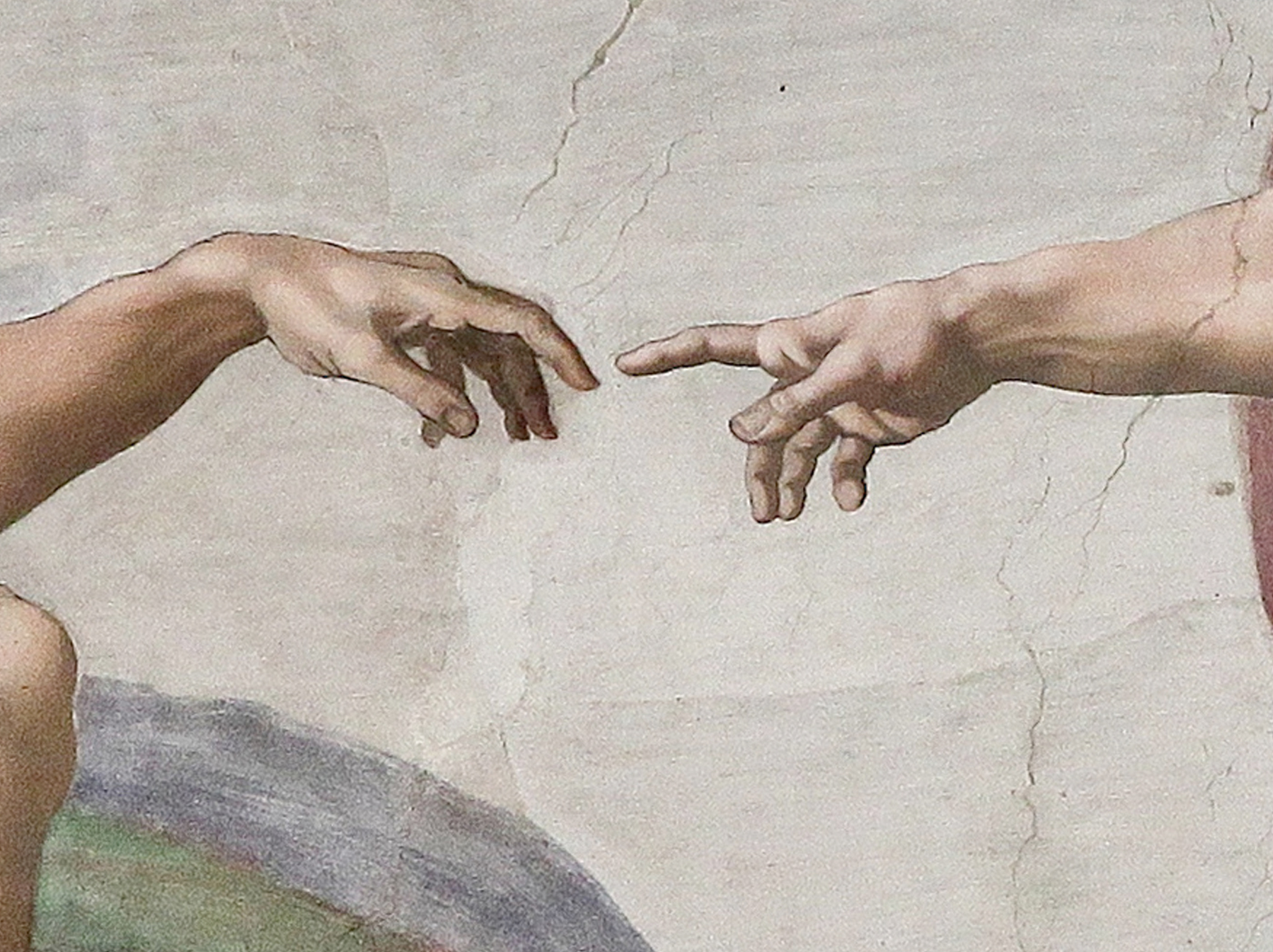
Miguel Ángel, La creación de Adán - detalle.

A Haendel ya le ofrecieron un texto similar para que le pusiera música (posiblemente ese texto fue la base sobre la que trabajó Van Swieten), pero finalmente rechazó la idea, no sabemos si fue por la magnitud del proyecto, por falta de aprecio hacia el libreto o si fue simplemente por razones de tiempo (lo más seguro debido a su frenética actividad y la cantidad de compromisos empresariales), lo cierto es que Haydn estaba destinado a acometer esta enorme empresa y su éxito no pudo ser mayor.  En él se daban los ingredientes perfectos para levantar este monumento musical: de una parte su dominio de las formas vocales acreditado por sus grandes óperas, cantatas, misas, lieder o su Oratorio "El retorno de Tobias", de otra parte su dominio absoluto de la orquesta con sus magistrales sinfonías, oberturas, conciertos o las "Siete Palabras"; este cóctel de elementos más su competencia en el terreno de las obras de gran formato le hacían el candidato más completo para embarcarse en esta aventura, Haydn aglutina de manera excepcional el espíritu épico, el elemento sinfónico, el dominio de la polifonía y su gran calidad melódica, con estos mimbres era imposible fallar. 
Estilísticamente este oratorio se sitúa en una encrucijada entre el último estilo clasicista y el primer romanticismo,  es clasicista por su luminosidad,  racionalidad y equilibrio, pero es también romántico por su modernidad estructural y su armonía futurista (por momentos visionaria), pero sobre todo por su vocación universal que interpela a la humanidad en su conjunto en una nueva relación del ser humano con Dios, cercana y subjetiva, valores por los que el oratorio fue duramente atacado desde el estamento eclesiástico e incluso prohibido.  
Con esta obra y la siguiente, "Las Estaciones", queda definitivamente resuelto el problema de la continuidad del discurso musical, Haydn lo consigue a través de sus célebres "accompagnati", recitativos con orquesta que incluyen desarrollo temático y expresados en "estilo parlato", muy diferentes de los de Gluck, que carecen de células motívicas y solo se diferencian de los recitativos "secco" en que los acordes son tocados por las cuerdas. Haydn no reniega del todo de los recitativos "secco" pero apenas duran unos segundos y sirven para compensar las grandes masas sonoras de los coros o las ricas texturas de las arias, son el momento ascético de la obra y aportan seriedad a la trama musical. Esta problemática de la continuidad musical fue un tema crítico para los románticos que consideraban que los clásicos no lo habían sabido solucionar, sin embargo hay que reconocer que Gluck hizo un gran avance al respecto y que Haydn dio con una solución satisfactoria: con su ópera "L'isola disabitata" ya resolvió definitivamente esta problemática, llegando más lejos que Gluck, aportando conexiones temáticas y desarrollo sinfónico coherente. Aún más lejos llegó con Armida, especialmente en el 3.ºActo, un claro anticipo del desarrollo temático continuo, una música que se anticipa a los métodos compositivos de la ópera alemana de Weber y Wagner. A este respecto Mozart se mantuvo al margen de las soluciones de continuidad, podríamos decir que su aportación consistió básicamente en aumentar el número de conjuntos vocales fuera del ámbito de los "Finale de acto" de sus óperas.  
Un aspecto que llama mucho la atención en esta obra es la ruptura de Haydn con las frases o periodos de 8 compases, tan característicos del llamado Clasicismo Musical (Gluck, Mozart y Beethoven incluidos) y de gran parte del romanticismo, consiguiendo con ello una gran flexibilidad en las formas y una gran naturalidad y libertad en el discurso musical, si bien ya era una seña de identidad del Haydn de las óperas,  sinfonías, tríos o cuartetos de madurez. En el aspecto armónico La Creación marca un hito por su revolucionaria introducción orquestal, llena de disonancias más propias del siglo XX que de finales del siglo XVIII y por el uso moderno de la modulación, la enarmonia y la interrelación de tonalidades entre los diferentes números, siendo muy llamativa la relación de tritono entre el final de la Segunda parte (Alleluia en si bemol mayor) y la introducción de la Tercera parte (descripción del Paraíso en mi mayor). 
En el ámbito de la orquestación, esta obra y la siguiente, Las Estaciones, no tienen parangón en todo el siglo XVIII, pero tampoco encontraremos en el siglo XIX una obra sinfónico-vocal de esta magnitud y perfección. La creatividad de Haydn se muestra aquí inagotable, con multitud de texturas, yuxtaposición de diferentes colores y timbres, sinfonismo poderoso, efectos especiales y sonoridades extraordinariamente modernas.